# Bryce Canyon City (Utah)
Bryce Canyon City es un pueblo situado en el condado de Garfield, Utah  (Estados Unidos), adyacente al parque nacional del Cañón Bryce. Según el censo de 2010 tenía una población de 198 habitantes. Fue incorporado como pueblo en 2007, tras la aprobación de una controvertida ley.

## Demografía
Según el censo de 2010, Bryce Canyon City tenía una población en la que el 62,6% eran blancos, 0,5% afroamericanos, 4,5% amerindios, 18,7% asiáticos, 0,0% isleños del Pacífico, el 12,6% de otras razas, y el 1,0% pertenecían a dos o más razas. Del total de la población el 24,2% eran hispanos o latinos de cualquier raza.